# THE BEST 郷ひろみ
『THE BEST 郷ひろみ』（ザ・ベスト・ごうひろみ）は、日本のアイドル歌手・郷ひろみが1978年から1982年にかけてCBS・ソニーから発売した7,8,9,10,11,12,14,16枚目のベストアルバムである。

## 1978年6月度盤

### 収録曲
1. バイブレーション（胸から胸へ）
25thシングルの表題曲。アルバム初収録。
2. 洪水の前
22ndシングルの表題曲。
3. 禁猟区
24thシングルの表題曲。
4. 帰郷
両A面からなる23rdシングルの表題1曲目。
5. 悲しきメモリー
21stシングルの表題曲。
6. 水色の渦
8thアルバムの収録曲。
7. 真夜中のヒーロー
20thシングルの表題曲。
8. あなたがいたから僕がいた
18thシングルの表題曲。
9. 恋の弱味
16thシングルの表題曲。
10. 逢えるかもしれない
14thシングルの表題曲。
11. 雨にひとり
6thアルバムの収録曲。
12. 小さな体験
2ndシングルの表題曲。
13. 男の子女の子
1stシングルの表題曲。
14. よろしく哀愁
10thシングルの表題曲。

## 1978年11月度盤

### 収録曲

#### Disc 1
1. ハリウッド・スキャンダル
28thシングルの表題曲。アルバム初収録。
2. バイブレーション（胸から胸へ）
25thシングルの表題曲。
3. 洪水の前
22ndシングルの表題曲。
4. 禁猟区
24thシングルの表題曲。
5. 帰郷
両A面からなる23rdシングルの表題1曲目。
6. 悲しきメモリー
21stシングルの表題曲。
7. お化けのロック
両A面からなる23rdシングルの表題2曲目。
8. 林檎殺人事件
27thシングルの表題曲。
9. あなたがいたから僕がいた
18thシングルの表題曲。
10. 寒い夜明け
19thシングルの表題曲。
11. 20才の微熱
17thシングルの表題曲。
12. HELL OR HEAVEN
10thアルバムの収録曲。
13. NARCISSUS
10thアルバムの収録曲。
14. バイ・バイ・ベイビー
15thシングルの表題曲。
15. 真夜中のヒーロー
20thシングルの表題曲。

#### Disc 2
1. 逢えるかもしれない
14thシングルの表題曲。
2. 恋の弱味
16thシングルの表題曲。
3. 誘われてフラメンコ
13thシングルの表題曲。
4. 花のように 鳥のように
12thシングルの表題曲。
5. わるい誘惑
11thシングルの表題曲。
6. よろしく哀愁
10thシングルの表題曲。
7. 君は特別
9thシングルの表題曲。
8. 花とみつばち
8thシングルの表題曲。
9. 男の子女の子
1stシングルの表題曲。
10. モナリザの秘密
7thシングルの表題曲。
11. 魅力のマーチ
6thシングルの表題曲。
12. 裸のビーナス
5thシングルの表題曲。
13. 雨にひとり
6thアルバムの収録曲。
14. 愛への出発
4thシングルの表題曲。
15. 小さな体験
2ndシングルの表題曲。

## 1979年6月度盤

### 収録曲
1. ナイヨ・ナイヨ・ナイト
30thシングルの表題曲。アルバム初収録。
2. 地上の恋人
29thシングルの表題曲。
3. ハリウッド・スキャンダル
28thシングルの表題曲。
4. 禁猟区
24thシングルの表題曲。
5. TATTOO
29thシングルのカップリング曲。
6. バイブレーション（胸から胸へ）
25thシングルの表題曲。
7. 林檎殺人事件
27thシングルの表題曲。
8. 洪水の前
22ndシングルの表題曲。
9. 20才の微熱
17thシングルの表題曲。
10. 真夜中のヒーロー
20thシングルの表題曲。
11. 恋の弱味
16thシングルの表題曲。
12. BLUE FRIDAY
11thアルバムの収録曲。
13. 逢えるかもしれない
14thシングルの表題曲。
14. よろしく哀愁
10thシングルの表題曲。

## 1979年11月度盤

### 収録曲

#### Disc 1
1. マイ レディー
32ndシングルの表題曲。アルバム初収録。
2. いつも心に太陽を
31stシングルの表題曲。
3. ナイヨ・ナイヨ・ナイト
30thシングルの表題曲。
4. 地上の恋人
29thシングルの表題曲。
5. 衝撃の夏
12thアルバムの収録曲。
6. 八月の恋人
12thアルバムの収録曲。
7. ハリウッド・スキャンダル
28thシングルの表題曲。
8. TATTOO
29thシングルのカップリング曲。
9. バイブレーション（胸から胸へ）
25thシングルの表題
10. 禁猟区
24thシングルの表題曲。
11. 帰郷
両A面からなる23rdシングルの表題1曲目。
12. 洪水の前
22ndシングルの表題曲。
13. 悲しきメモリー
21stシングルの表題曲。
14. HELL OR HEAVEN
10thアルバムの収録曲。
15. 真夜中のヒーロー
20thシングルの表題曲。

#### Disc 2
1. 寒い夜明け
19thシングルの表題曲。
2. あなたがいたから僕がいた
18thシングルの表題曲。
3. 林檎殺人事件
27thシングルの表題曲。
4. お化けのロック
両A面からなる23rdシングルの表題2曲目。
5. 20才の微熱
17thシングルの表題曲。
6. 恋の弱味
16thシングルの表題曲。
7. BLUE FRIDAY
11thアルバムの収録曲。
8. バイ・バイ・ベイビー
15thシングルの表題曲。
9. 逢えるかもしれない
14thシングルの表題曲。
10. 誘われてフラメンコ
13thシングルの表題曲。
11. 花のように 鳥のように
12thシングルの表題曲。
12. わるい誘惑
11thシングルの表題曲。
13. よろしく哀愁
10thシングルの表題曲。
14. 君は特別
9thシングルの表題曲。
15. 花とみつばち
8thシングルの表題曲。

## 1980年6月度盤

### 収録曲
1. タブー（禁じられた愛）
34thシングルの表題曲。アルバム初収録。
2. セクシー・ユー（モンロー・ウォーク）
33rdシングルの表題曲。アルバム初収録。
3. ハリウッド・スキャンダル
28thシングルの表題曲。
4. バイブレーション（胸から胸へ）
25thシングルの表題曲。
5. 洪水の前
22ndシングルの表題曲。
6. ナイヨ・ナイヨ・ナイト
30thシングルの表題曲。
7. マイ レディー
32ndシングルの表題曲。
8. あなたがいたから僕がいた
18thシングルの表題曲。
9. いつも心に太陽を
31stシングルの表題曲。
10. 悲しきメモリー
21stシングルの表題曲。
11. よろしく哀愁
10thシングルの表題曲。
12. 20才の微熱
17thシングルの表題曲。
13. 恋の弱味
16thシングルの表題曲。
14. 逢えるかもしれない
14thシングルの表題曲。

## 1980年11月度盤

### 収録曲

#### Disc 1
1. How many いい顔
35thシングルの表題曲。
2. タブー（禁じられた愛）
34thシングルの表題曲。
3. セクシー・ユー（モンロー・ウォーク）
33rdシングルの表題曲。
4. マイ レディー
32ndシングルの表題曲。
5. Trick
35thシングルのカップリング曲。
6. SPLENDER DANCER
14thアルバムの収録曲。
7. THE SONG FOR YOU
14thアルバムの収録曲。
8. いつも心に太陽を
31stシングルの表題曲。
9. ナイヨ・ナイヨ・ナイト
30thシングルの表題曲。
10. 地上の恋人
29thシングルの表題曲。
11. ハリウッド・スキャンダル
28thシングルの表題曲。
12. 林檎殺人事件
27thシングルの表題曲。
13. FRAGILE
14thアルバムの収録曲。
14. D.N.A.
14thアルバムの収録曲。
15. Last Scene
14thアルバムの収録曲。

#### Disc 2
1. バイブレーション（胸から胸へ）
25thシングルの表題曲。
2. 禁猟区
24thシングルの表題曲。
3. 洪水の前
22ndシングルの表題曲。
4. 悲しきメモリー
21stシングルの表題曲。
5. WANNA BE TRUE
13thアルバムの収録曲。
6. SOMEONE LIKE YOU -君に似た誰かが-
13thアルバムの収録曲。
7. FEEL LIKE GOIN' HOME -夢が住む街へ-
13thアルバムの収録曲。
8. あなたがいたから僕がいた
18thシングルの表題曲。
9. 20才の微熱
17thシングルの表題曲。
10. 恋の弱味
16thシングルの表題曲。
11. 誘われてフラメンコ
13thシングルの表題曲。
12. よろしく哀愁
10thシングルの表題曲。
13. MIND反比例
8thアルバムの収録曲。
14. TATTOO
29thシングルのカップリング曲。
15. BLUE FRIDAY
11thアルバムの収録曲。

## 1981年11月度盤

### 収録曲
1. もういちど思春期
39thシングルの表題曲。
2. お嫁サンバ
38thシングルの表題曲。
3. 未完成
37thシングルの表題曲。
4. 若さのカタルシス
36thシングルの表題曲。
5. How many いい顔
35thシングルの表題曲。
6. タブー（禁じられた愛）
34thシングルの表題曲。
7. セクシー・ユー（モンロー・ウォーク）
33rdシングルの表題曲。
8. マイ レディー
32ndシングルの表題曲。
9. いつも心に太陽を
31stシングルの表題曲。
10. ハリウッド・スキャンダル
28thシングルの表題曲。
11. バイブレーション（胸から胸へ）
25thシングルの表題曲。
12. 洪水の前
22ndシングルの表題曲。
13. あなたがいたから僕がいた
18thシングルの表題曲。
14. よろしく哀愁
10thシングルの表題曲。

## 1982年11月度盤

### 収録曲
1. 哀愁のカサブランカ
43rdシングルの表題曲。
2. ハリウッド・スキャンダル
28thシングルの表題曲。
3. 純情
41stシングルの表題曲。
4. マイ レディー
32ndシングルの表題曲。
5. 雨にひとり
6thアルバムの収録曲。
6. よろしく哀愁
10thシングルの表題曲。
7. How many いい顔
35thシングルの表題曲。
8. 女であれ、男であれ
42ndシングルの表題曲。
9. お嫁サンバ
38thシングルの表題曲。
10. バイブレーション（胸から胸へ）
25thシングルの表題曲。
11. MIND反比例
8thアルバムの収録曲。
12. 哀愁ヒーロー Part1・Part2
40thシングルの表題曲。